# Michael Denton
Michael John Denton (25 agosto 1943) è un biochimico australiano.
Denton è senior Fellow del Center for Science and Culture del Discovery Institute. Il libro più importante di Denton, Evolution: A Theory in Crisis, ha ispirato i sostenitori del Disegno intelligente Philip Johnson e Michael Behe.

## Biografia
Michael Denton si è laureato in medicina presso l'Università di Bristol nel 1969 e ha conseguito un dottorato di ricerca presso il King's College di Londra nel 1974. È un ricercatore presso il Dipartimento di Biochimica dell'Università di Otago, Dunedin, Nuova Zelanda dal 1990 al 2005. In seguito è diventato ricercatore scientifico nel campo delle malattie oculari genetiche. Ha tenuto conferenze in tutto il mondo sui temi della genetica, dell'evoluzione e dell'Intelligent Design. Denton oggi si dedica soprattutto a difendere la sua "posizione evolutiva anti-darwiniana" e l'ipotesi del progetto formulata nel suo libro Nature’s Destiny. Denton si definisce agnostico.

## Opere

### Evolution: A Theory in Crisis
Nel 1985 Denton ha scritto il libro Evolution: A Theory in Crisis, che fornisce una critica sistematica del neodarwinismo con argomenti che vanno dalla paleontologia, ai fossili, all’omologia, alla biologia molecolare, alla genetica e alla biochimica, e ha sostenuto che in natura esiste la prova di un progetto. Le argomentazioni del libro hanno ricevuto molte critiche da parte della comunità scientifica. Denton si definisce un evoluzionista e rifiuta il creazionismo biblico. Il libro ha influenzato sia Phillip E. Johnson, il padre del Disegno Intelligente che Michael Behe, il teorico del concetto della complessità irriducibile, e George Gilder, co-fondatore del Discovery Institute, il fulcro del movimento Disegno Intelligente. Dopo aver scritto il libro Denton ha cambiato molti dei suoi punti di vista sull'evoluzione, tuttavia crede ancora che l'esistenza della vita sia una dovuta ad un progetto.

### Nature's Destiny
Denton accetta ancora l’idea di un progetto e sostiene una teoria evoluzionistica non darwiniana. Nega che la casualità e la selezione naturale siano i grado di spiegare la biologia degli organismi; nel libro Nature's Destiny (1998) Denton ha proposto una teoria alternativa di evoluzione. Nel libro, "Denton prende spunto dal lavoro dei teologi naturali del XIX secolo come William Paley e degli scienziati anti-darwiniani come Robert Chambers per sostenere che, lungi dall'essere casuali e senza direzione, le leggi della natura funzionano in base ad un progetto." Secondo Denton, "l'intero processo di evoluzione biologica dall'origine della vita alla nascita di uomo è stato in qualche modo diretto fin dall'inizio." Denton è stato influenzato da Lawrence Joseph Henderson (1878-1942), Paul Davies e John D. Barrow, che ha teorizzato il principio antropico (Denton 1998 v, Denton 2005).

## Pubblicazioni
- Evolution: A Theory in Crisis. Adler & Adler, 1985. ISBN 0-917561-52-X
- Nature's Destiny: How the Laws of Biology Reveal Purpose in the Universe, New York: Free Press, 1998. ISBN 0-7432-3762-5
- Evolution: Still a Theory in Crisis. Seattle, Washington: Discovery Institute, 2016. Paperback: ISBN 978-1936599325